# Провулок Плеханова (Київ)
Прову́лок Плеха́нова — зниклий провулок, що існував у Дніпровському районі міста Києва, місцевість Микільська слобідка. Пролягав від Петровської вулиці до вулиці Червоногарматної.

## Історія
Виник у 1-й третині ХХ століття, під назвою провулок Петровського, на честь українського радянського державного діяча Григорія Петровського. 1957 року був перейменований на провулок Плеханова, на честь російського і міжнародного діяча соціалістичного руху, теоретика марксизму Георгія Плеханова. 
Ліквідований 1978 року у зв'язку зі знесенням старої забудови Микільської слобідки.